# 옥천 육영수 생가
옥천 육영수 생가(沃川 陸英修 生家)는 충청북도 옥천군 옥천읍 교동리에 있는 조선시대의 건축물이다. 2002년 4월 26일 충청북도의 기념물 제123호로 지정되었다.

## 개요
고(故) 박정희 대통령의 영부인 육영수 여사가 1925년 11월 29일에 태어난 장소이다.
현재 건물은 없지만 1600년대 김정승 이후 송정승 및 민정승이 거주하여 삼정승의 집이라 불리던 가옥을 육영수 여사의 부친인 육종관씨가 민정승의 자손 민대감에게서 1920년 매입하였다고 한다.
6,047m2의 대지 위에 1970년 초에 개축된 관리사·사당 등만 남아 있으며, 주변은 울창한 산림이 형성되어 있고 본채·사랑채·별당 등 10여동의 건물이 있었다고 하나 현재 터만 남아 있으며 주변은 연못과 정원으로 이루어져 있다.

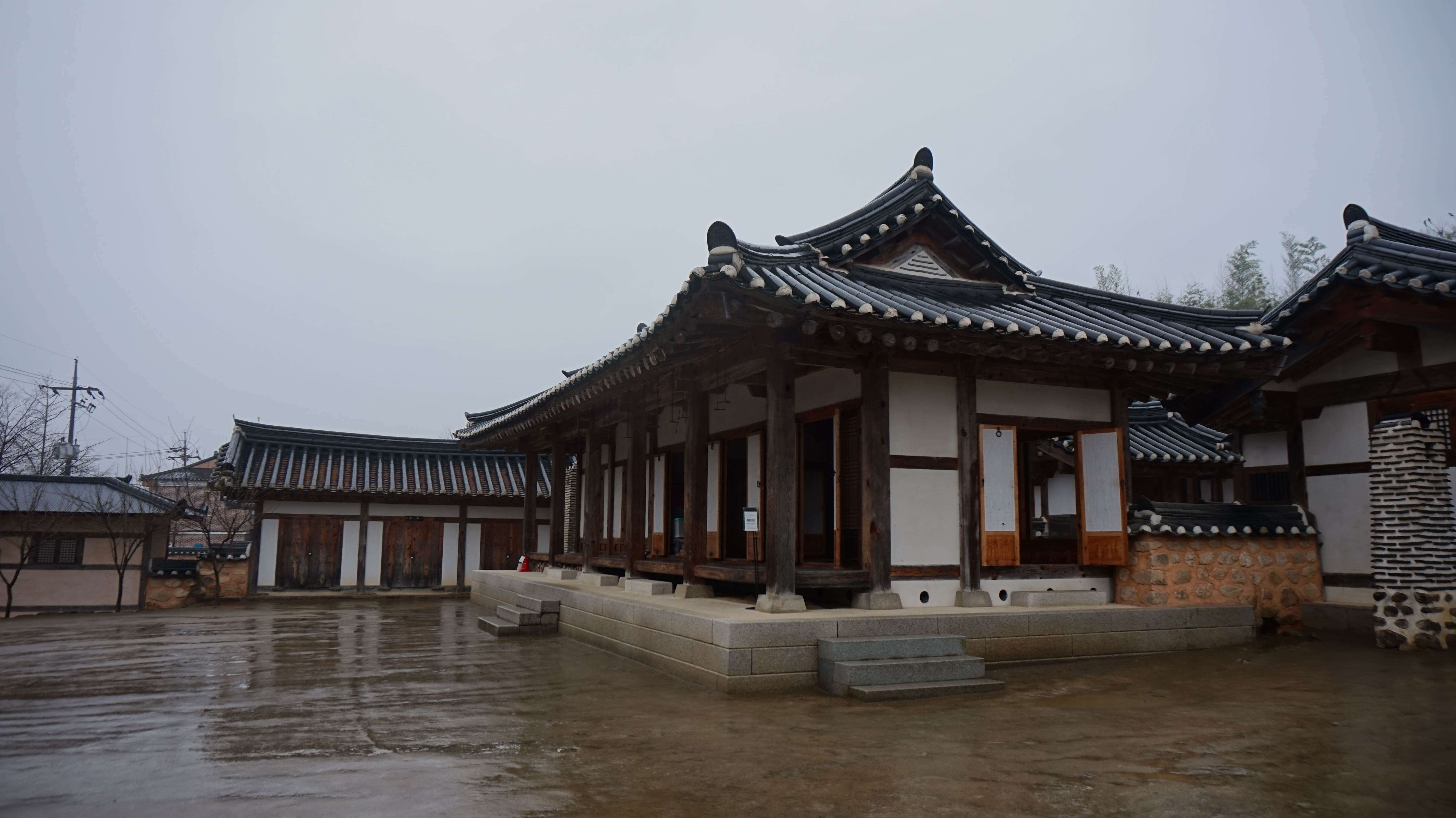
사랑채

건물의 배치는 대문을 들어서면 넓직한 사랑채 터가 있고 그 뒤에 안채 터가 있으며, 청기와 지붕의 사당과 별당 터가 있다. 그리고 주위에는 관리인과 고용인들이 기거하던 부속건물이 있으며 사랑채 터 동쪽에는 연못이 있다.
육영수 여사는 옥천지방의 독농가(篤農家) 육종관의 2녀로 출생하였으며, 이름있는 문벌이었고 우리나라 전통적인 부덕(婦德)을 갖춘 현대여성이었다. 특히 불우한 사람을 위해서 봉사와 희생으로 일관된 생활을 하였다. 그러나 1974년 8월 15일 장충동 국립극장에서 열린 제29회 광복절 기념식장에서 조총련계 문세광이 쏜 총탄에 맞아 사망하여 8월 19일 국민장으로 동작동 국립묘지에 안장되었다.
1600년대 김정승 이후 정승들이 살던 곳으로 조선시대 상류계급의 전형적인 양식의 건축구조를 갖추고 있었던 곳이며, 육영수 여사가 태어난 곳으로 가치있는 자료이다.

## 갤러리

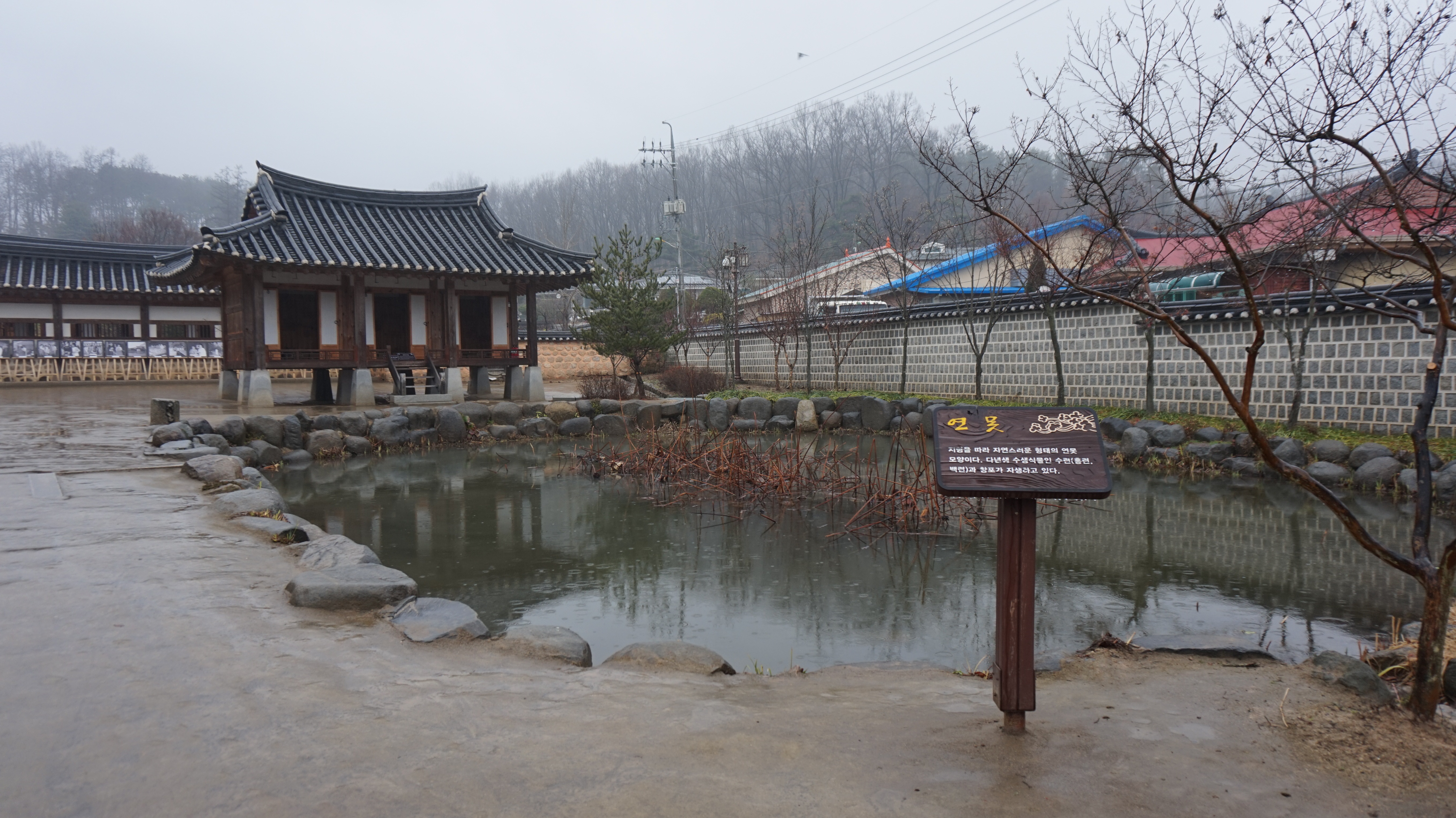
연못
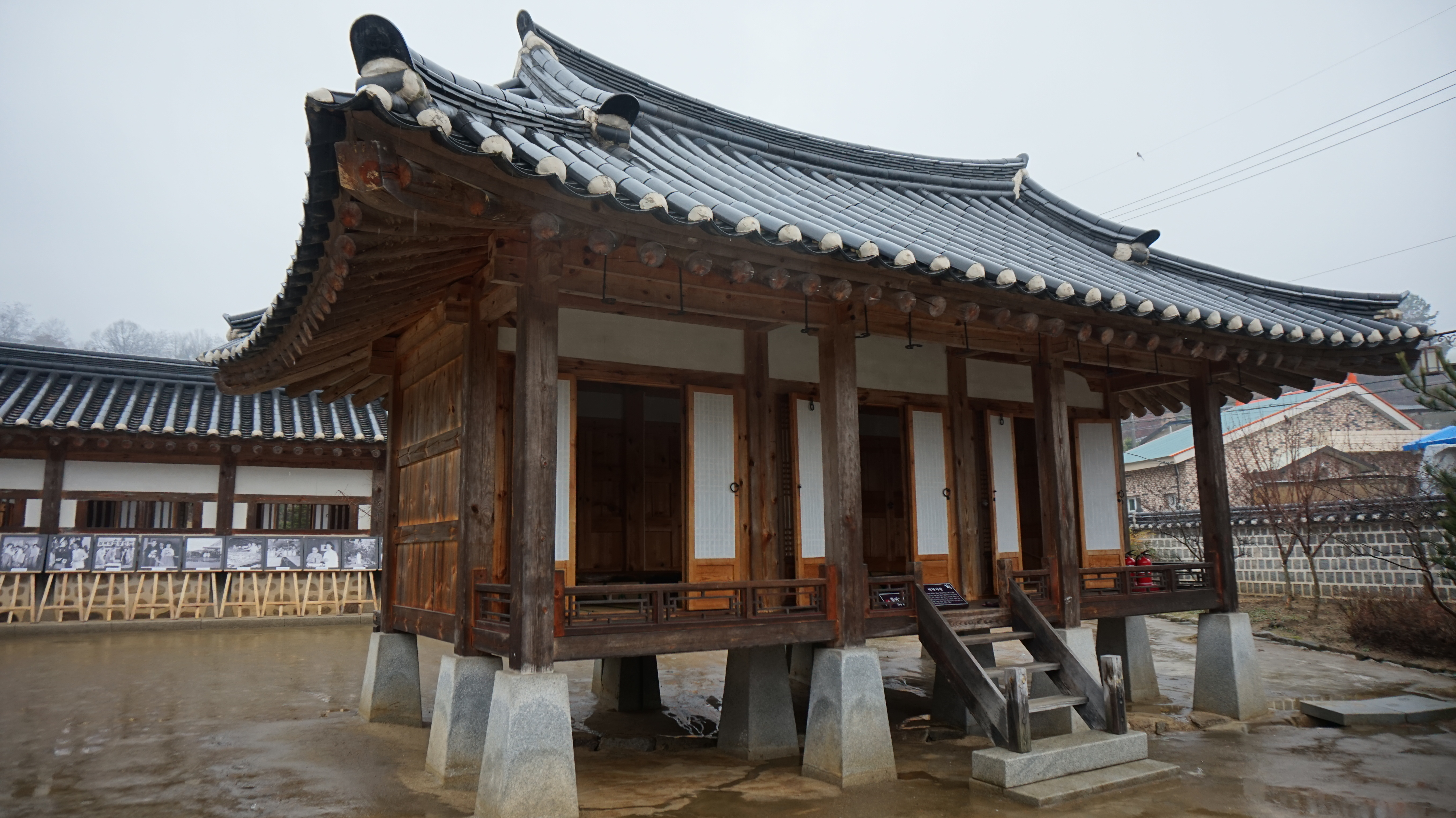
연당
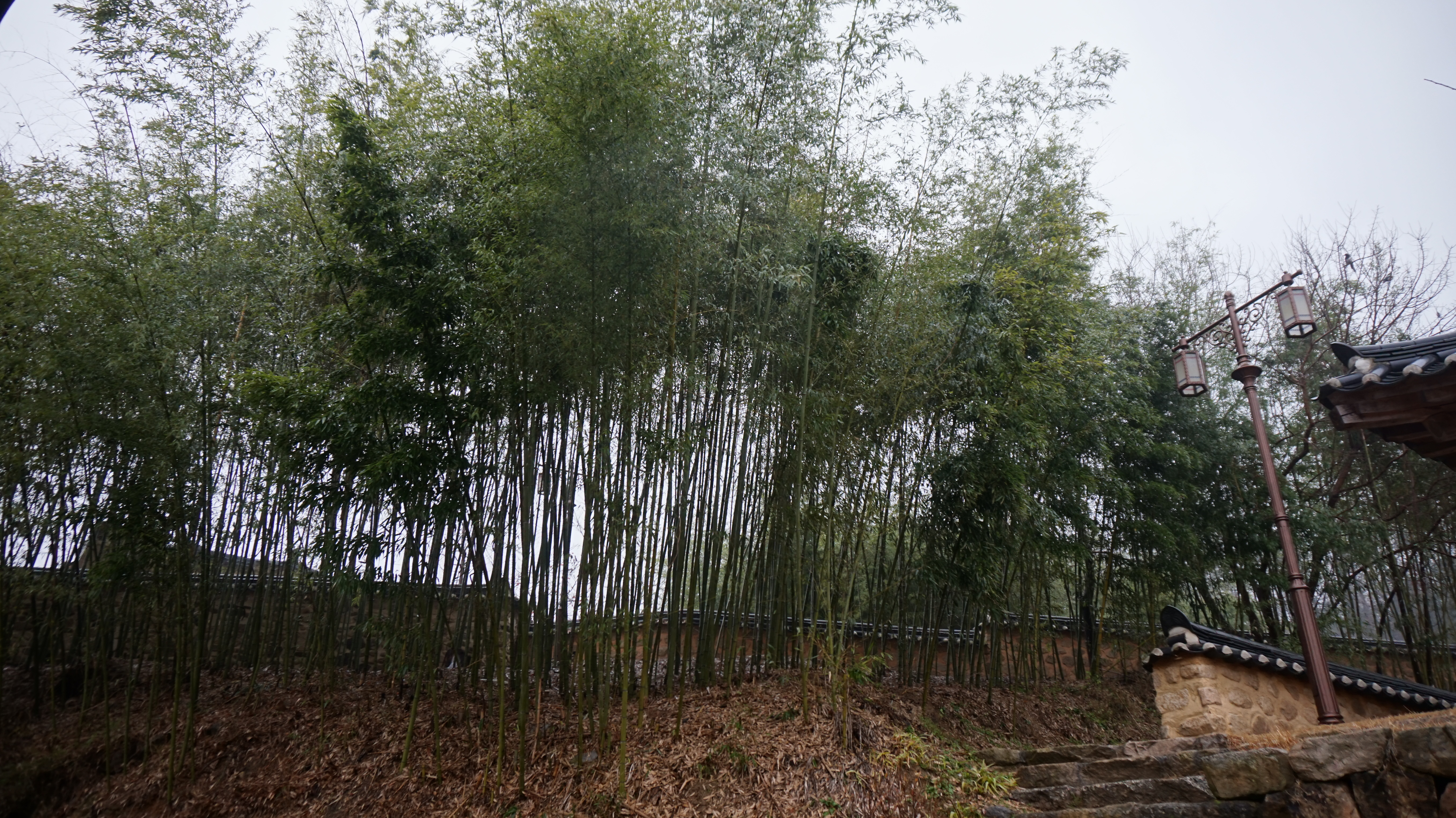
대나무
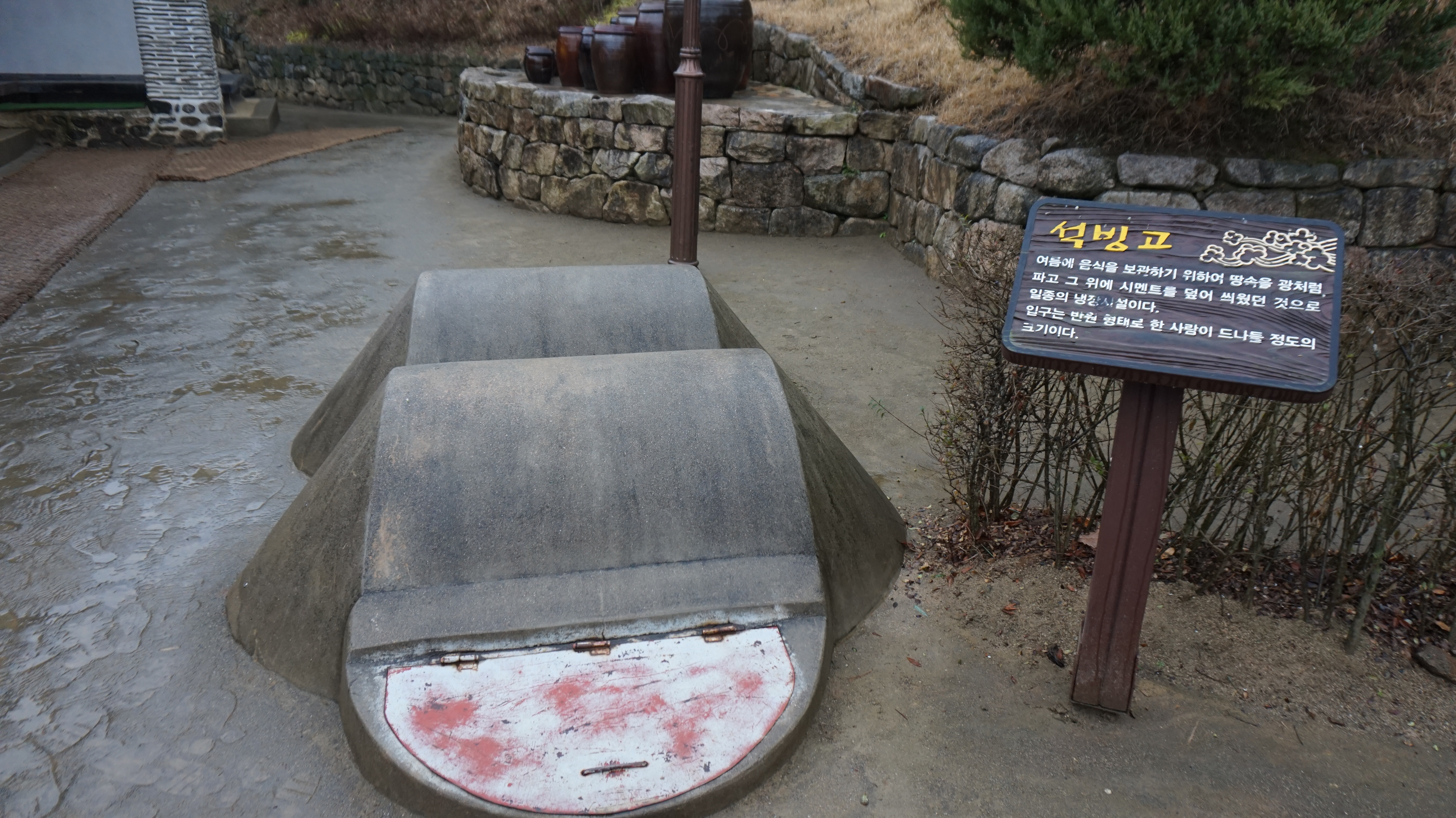
석빙고
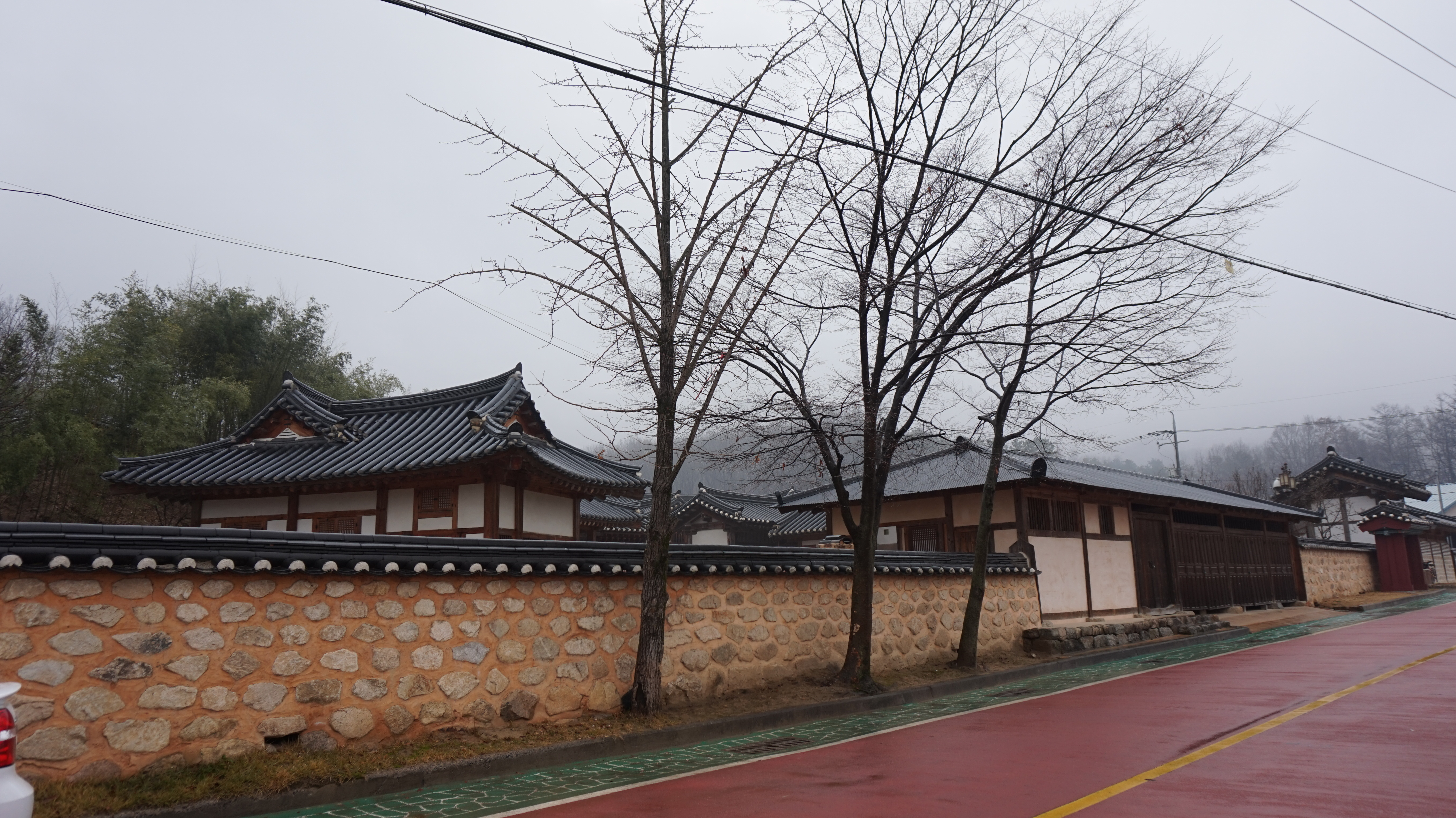
외부 전경 (2015년 12월)
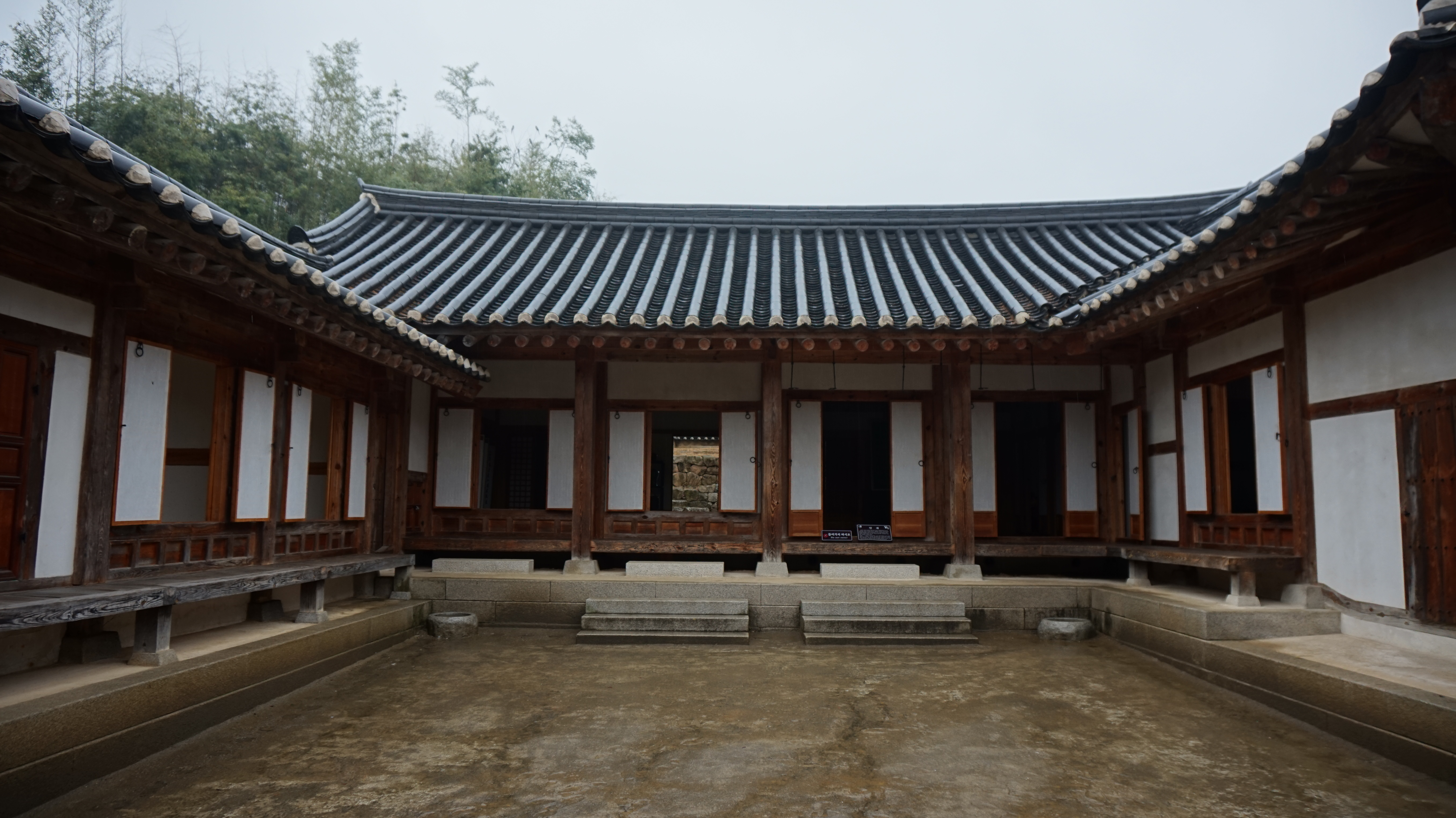
안채
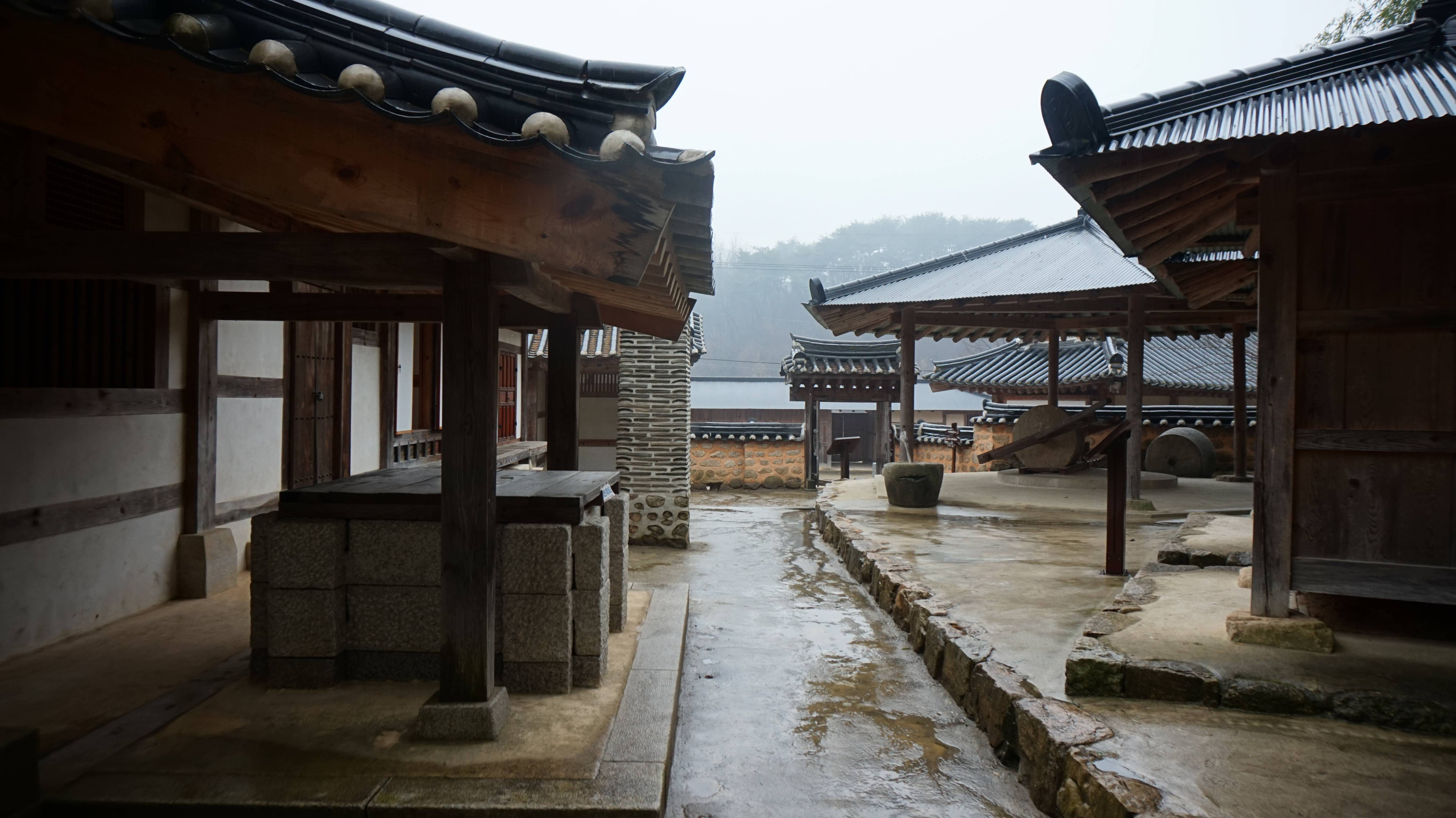
안채 뒷편
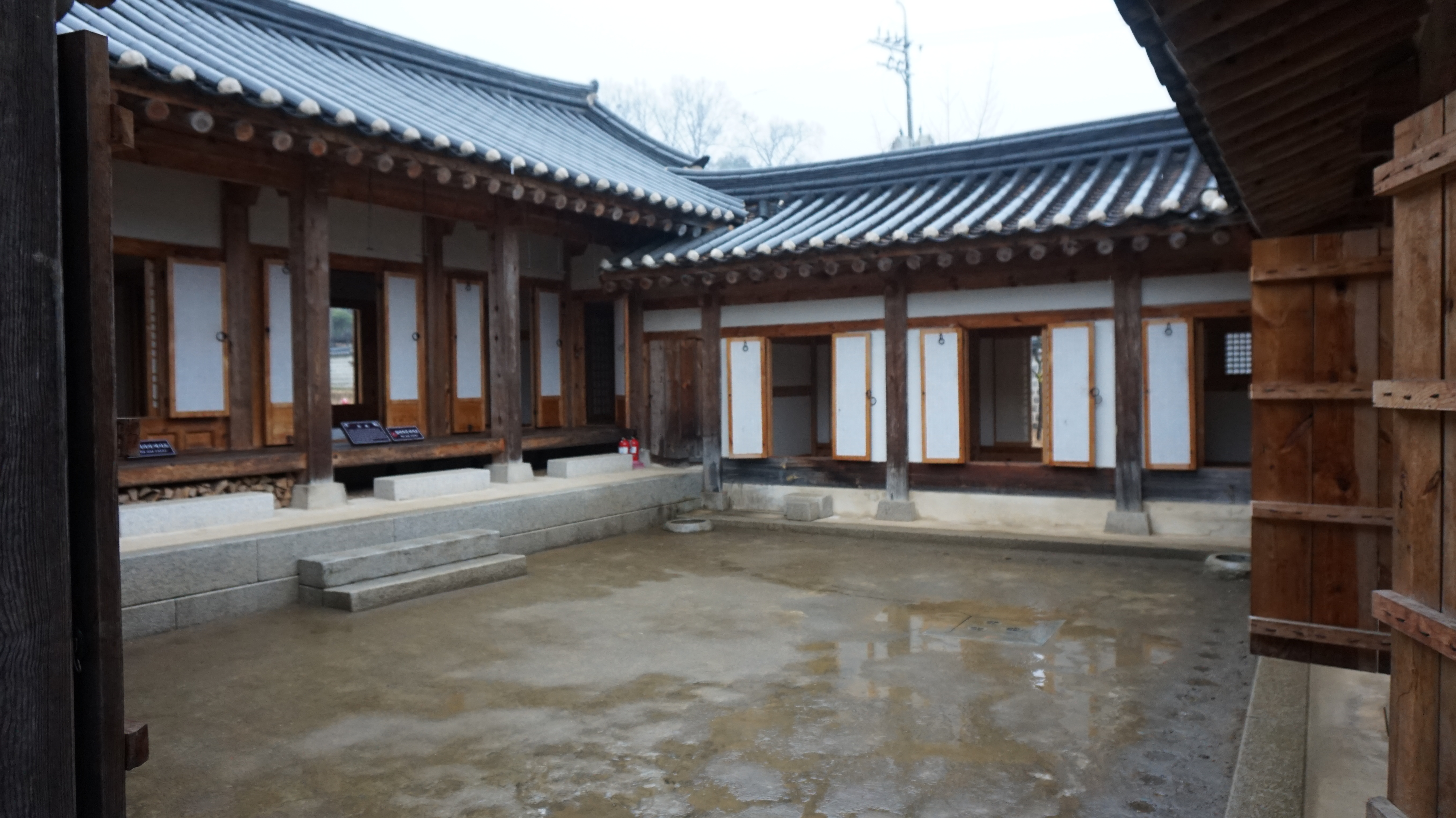
위채
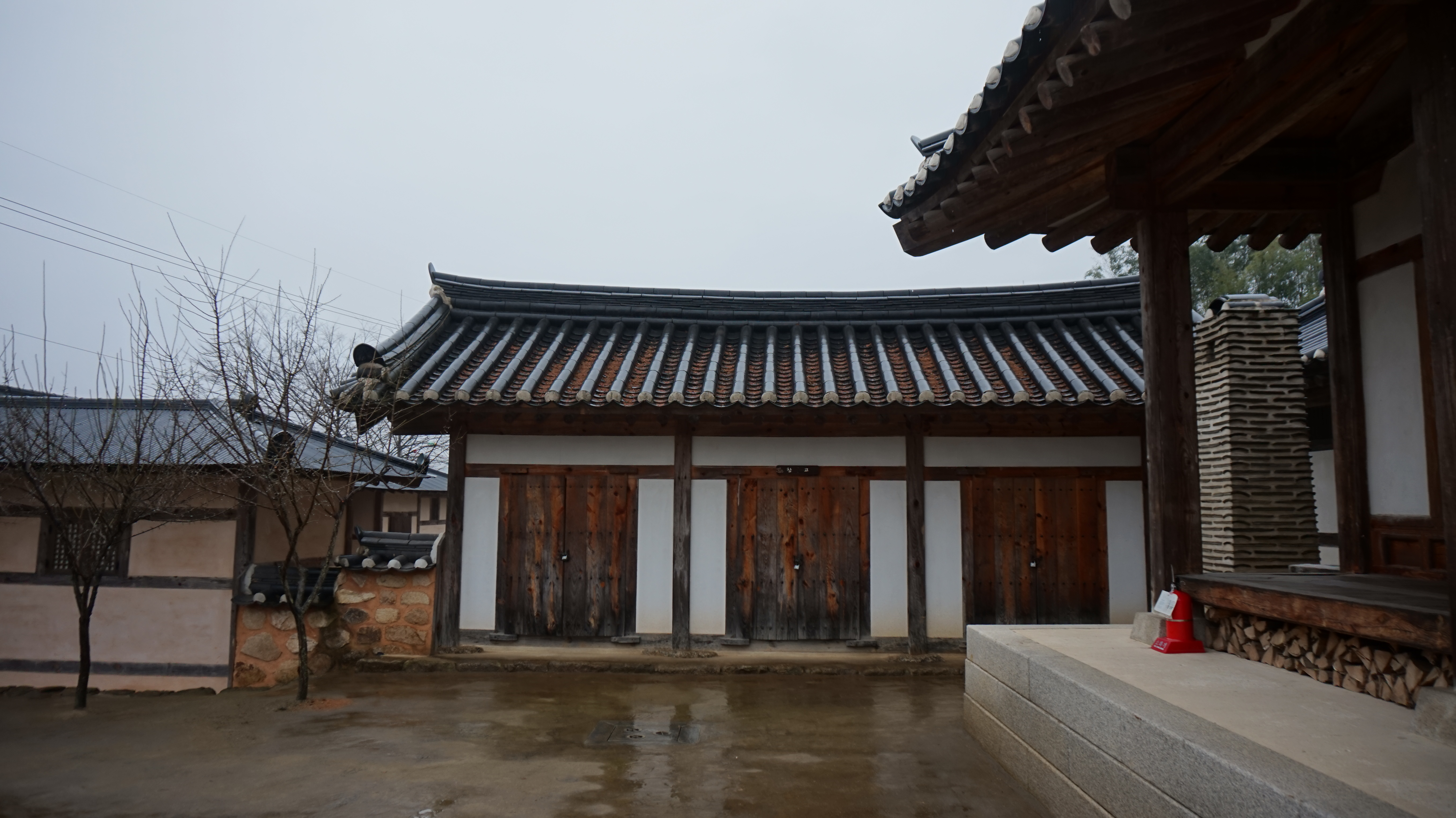
창고
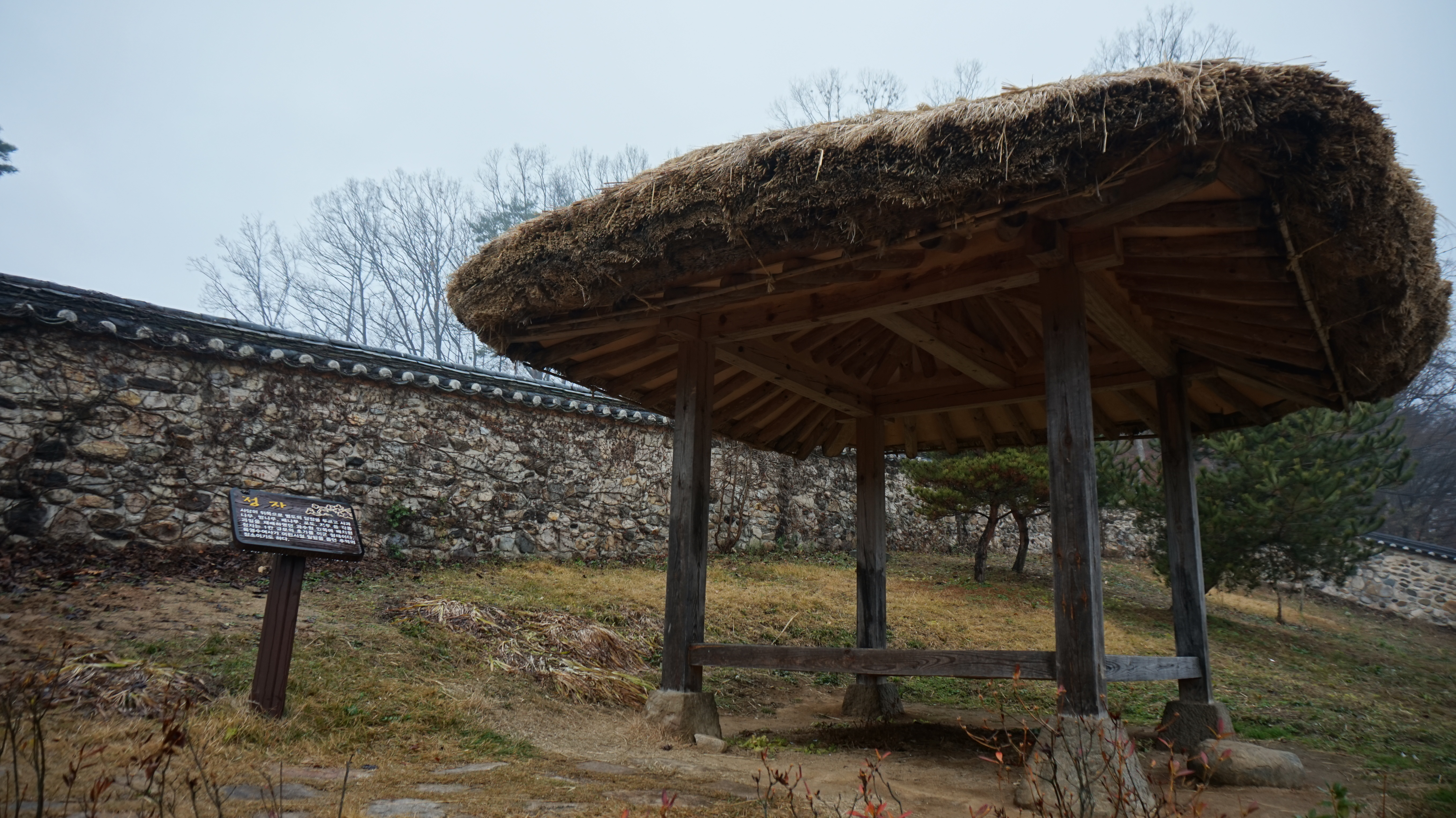
정자(亭子)
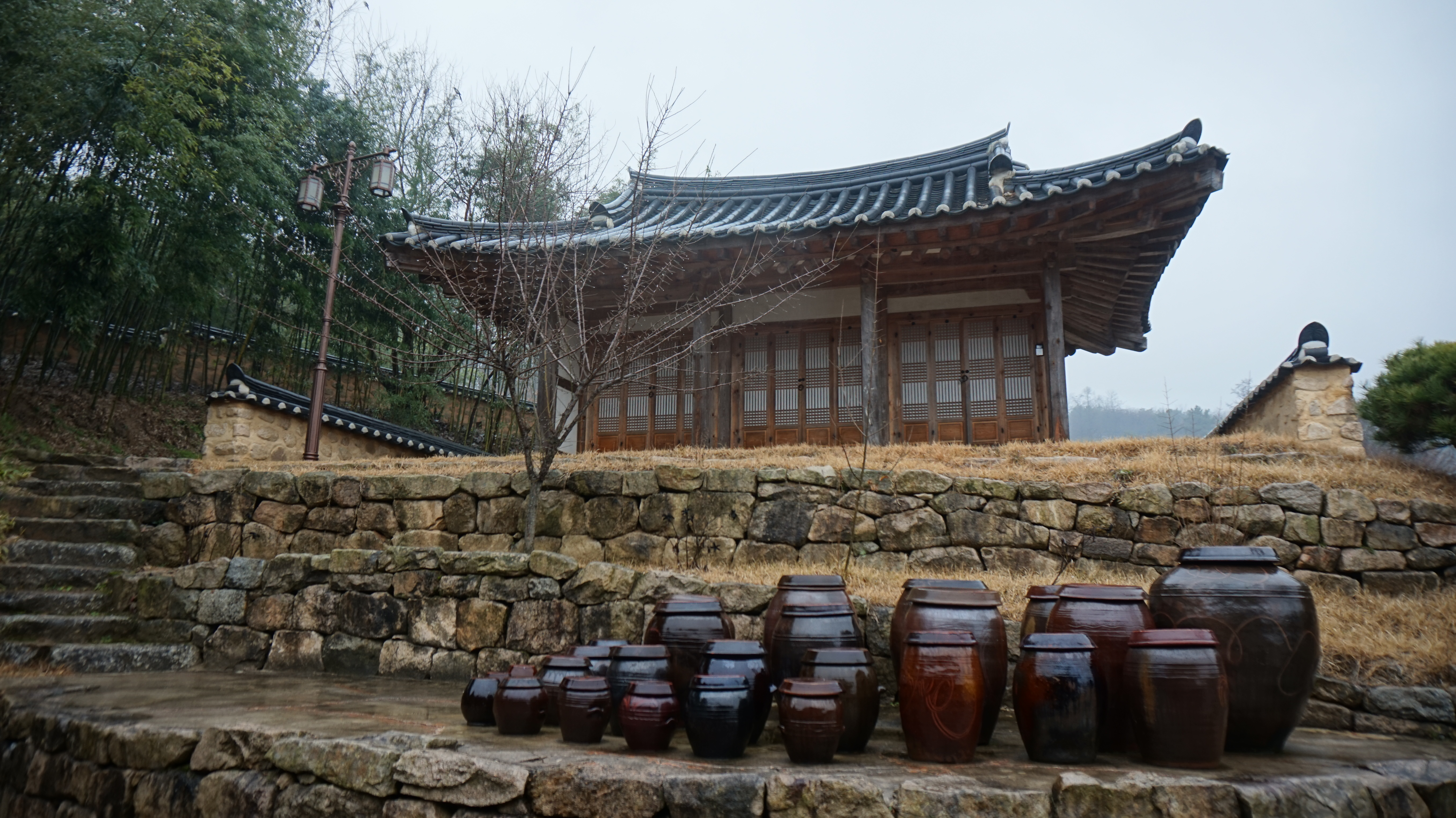
대나무 사당
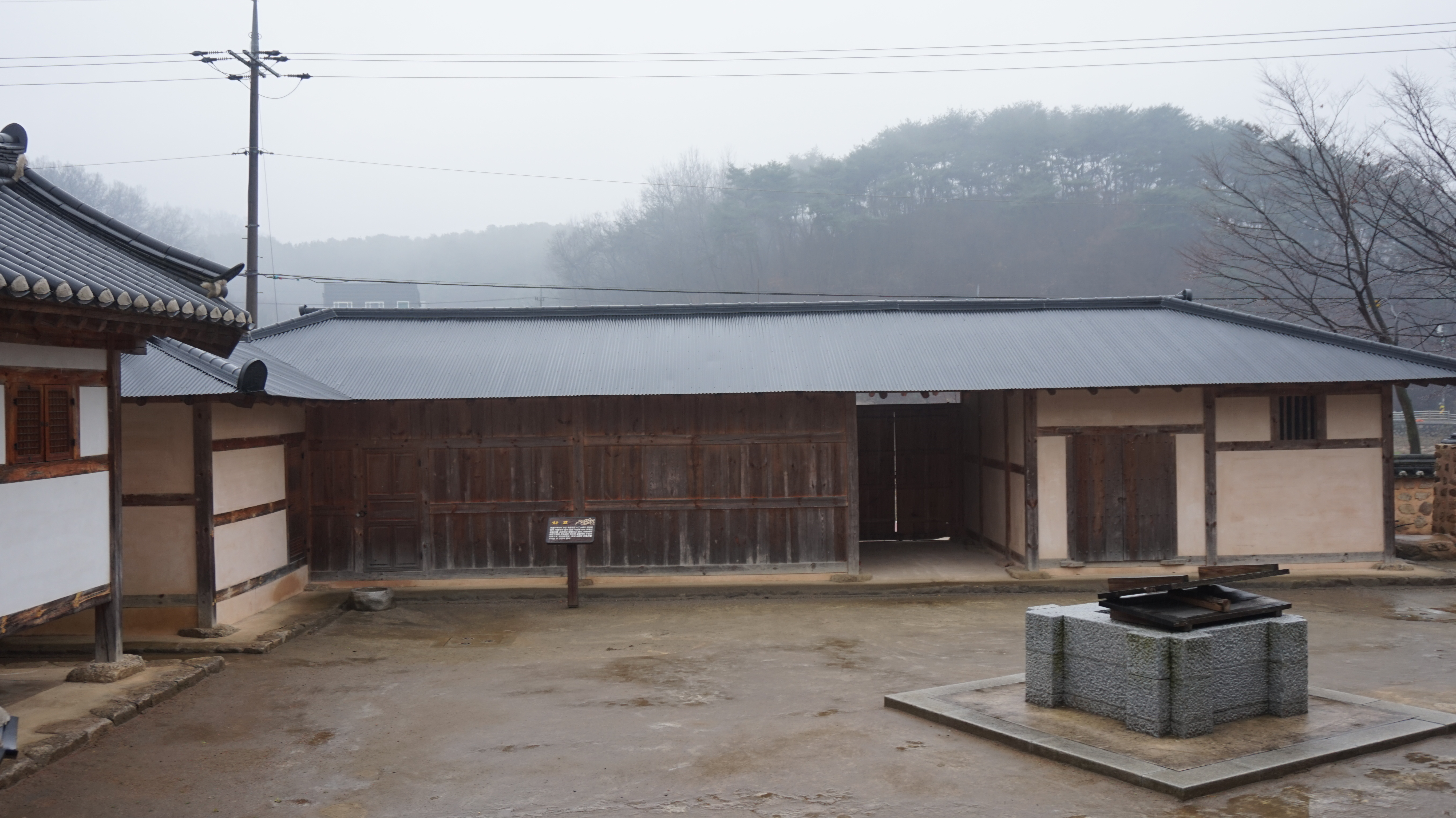
차고(車庫)
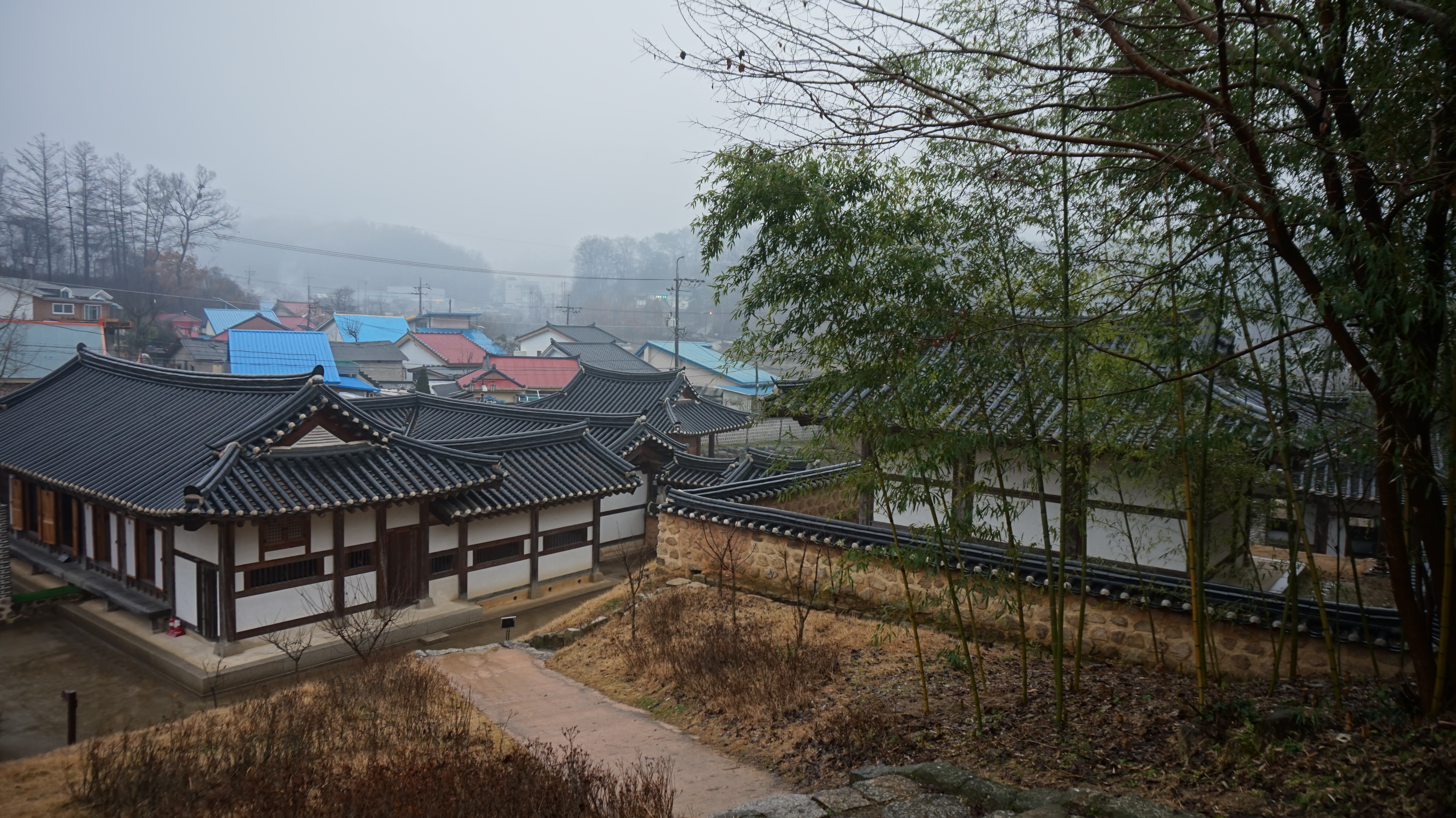
정자에서 내려다 본 모습 (2015년 12월)

## 같이 보기
- 육영수

## 참고 자료
- 옥천 육영수 생가 - 국가유산청 국가유산포털